# Hooks (Texas)
Hooks es una ciudad ubicada en el condado de Bowie en el estado estadounidense de Texas. En el Censo de 2010 tenía una población de 2.769 habitantes y una densidad poblacional de 512,03 personas por km².

## Geografía
Hooks se encuentra ubicada en las coordenadas 33°28′13″N 94°17′9″O / 33.47028, -94.28583. Según la Oficina del Censo de los Estados Unidos, Hooks tiene una superficie total de 5.41 km², de la cual 5.4 km² corresponden a tierra firme y (0.19%) 0.01 km² es agua.

## Demografía
Según el censo de 2010, había 2.769 personas residiendo en Hooks. La densidad de población era de 512,03 hab./km². De los 2.769 habitantes, Hooks estaba compuesto por el 81.62% blancos, el 11.27% eran afroamericanos, el 0.65% eran amerindios, el 0.51% eran asiáticos, el 0.18% eran isleños del Pacífico, el 2.38% eran de otras razas y el 3.39% pertenecían a dos o más razas. Del total de la población el 6.5% eran hispanos o latinos de cualquier raza.